# Aminata Diallo Glez
Aminata Diallo Glez (Dori, 1972) is een Burkinees actrice en filmmaakster. Zij speelde de hoofdrollen in de televisieseries À nous la vie van Dani Kouyaté en Kadi Jolie van Idrissa Ouédraogo. Ze is getrouwd met de Franse karikaturist Damien Glez. In 1999 richtte ze haar productiebedrijf Jovial Productions op.

## Werken

### Actrice
- 1996: Puk Nini
- 2001: Conseils d'une tante
- 2001: Kadi Jolie (televisieserie)

### Regie
- 2008: Super flics
- 2009: Trois femmes, un village (serie)